# Shawprisen
Shawprisen er et sæt af tre årlige priser uddelt af Shaw Prize Foundation inden for områderne astronomi, biologiske videnskaber og medicin samt matematik.. Prisen blev etableret i 2002 i Hong Kong , af Hong Kong underholdningsmogul og filantrop Run Run Shaw (邵逸夫), priserne hædrer "individer, der i øjeblikket er aktive inden for deres respektive områder, og som for nylig har opnået markante og betydelige fremskridt, som har gjort fremragende bidrag inden for akademisk og videnskabelig forskning eller applikationer, eller som på andre domæner har opnået ekspertise." Præmien er blevet betegnet som "Østens Nobelpris".

## Beskrivelse af prisen
Prisen uddeles inden for tre områder, astronomi, biologiske videnskaber og medicin samt matematiske videnskaber; den tildeles ikke posthumt. Nomineringer indsendes hvert år i september af inviterede personer. Vinderne offentliggøres om sommeren og modtager prisen ved en ceremoni i det tidlige efterår. Hver pris består af en guldmedalje, et certifikat og $1.2 millioner (før 2015 $1 million). Forsiden af medaljen bærer et portræt af Shaw og navnet på prisen på engelsk og traditionelle kinesiske tegn; bagsiden indholder årstal, kategori, prismodtagers navn og et citat fra den kinesiske filosof Xunzi "制天命而用之" (oversat til dansk: "Få fat i naturens lov og gør brug af den").
Fem til og med 2024 har der været 107 Shaw-pristagere.. Følgende 16 nobelpristagere, Jules A. Hoffmann, Bruce Beutler, Saul Perlmutter, Adam Riess, Shinya Yamanaka, Robert Lefkowitz, Brian Schmidt, Jeffrey C. Hall, Michael Rosbash , Michael W. Young, Kip Thorne, Rainer Weiss, Jim Peebles, Michel Mayor, Reinhard Genzel, og David Julius har også modtager Shawprisen.

### Første prisvindere
Den første vinder inden for astronomi blev Jim Peebles, hædret for sine bidrag til fysisk kosmologi.
Inden for biovidenskab og medicin var de første vindere Stanley Norman Cohen, Herbert Boyer og Yuet Wai Kan i fællesskab for deres forskning i DNA og fysiolog Richard Doll for sit bidrag til kræft-epidemiologi.
Shiing-Shen Chern blev tildelt den første Shaw-pris i matematiske videnskaber for sit arbejde med differentialgeometri.

## Modtagere af Shawprisen

### Astronomi
| År   | Portræt | Prismodtager[a]       | Land[b]        | Begrundelse[c] |
| ---- | ------- | --------------------- | -------------- | --- |
| 2004 |         | P. James E. Peebles   | USA            | For hans banebrydende bidrag inden for kosmologi. Han lagde grunden for næsten alle moderne undersøgelser inden for kosmologi, både teoretiske og observationelle og fik derved omdannet et meget spekulativt område til en præcisionsvidenskab. |
| 2005 |         | Geoffrey Marcy        | USA            | For at opdage og beskrive baner og masser for de først fundne planeter omkring andre stjerner og derved revolutionere vores forståelse for de processer, som danner planeter og planetsystemer. |
| 2005 |         | Michel Mayor          | Schweiz        | For at opdage og beskrive baner og masser for de først fundne planeter omkring andre stjerner og derved revolutionere vores forståelse for de processer, som danner planeter og planetsystemer. |
| 2006 |         | Saul Perlmutter       | USA            | For opdagelsen af, at udvidelsen af Universet accelererer, hvilket i sin enkleste fortolkning betyder, at det tomme rums vacuumenergi ikke er nul selv ved fravær af stof og stråling. |
| 2006 |         | Adam Riess            | USA            | For opdagelsen af, at udvidelsen af Universet accelererer, hvilket i sin enkleste fortolkning betyder, at det tomme rums vacuumenergi ikke er nul selv ved fravær af stof og stråling. |
| 2006 |         | Brian Schmidt         | Australien     | For opdagelsen af, at udvidelsen af Universet accelererer, hvilket i sin enkleste fortolkning betyder, at det tomme rums vacuumenergi ikke er nul selv ved fravær af stof og stråling. |
| 2007 |         | Peter Goldreich       | USA            | I anerkendelse af hans livslange præstationer inden for teoretisk astrofysik og planetvidenskab. |
| 2008 |         | Reinhard Genzel       | Tyskland       | I anerkendelse af hans fremragende bidrag til at afsløre, at der i centrum af Mælkevejsgalaksen ligger et supermassivt sort hul. |
| 2009 |         | Frank H. Shu (徐遐生) | USA            | I anerkendelse af hans livslange bidrag inden for teoretisk astrofysik. |
| 2010 |         | Charles L. Bennett    | USA            | For deres førende rolle med anvendelsen af Wilkinson Microwave Anisotropy Probe til nøjagtig bestemmelse af fundamentale kosmologiske parametre, heriblandt Universets geometri, alder og sammensætning. |
| 2010 |         | Lyman A. Page Jr.     | USA            | For deres førende rolle med anvendelsen af Wilkinson Microwave Anisotropy Probe til nøjagtig bestemmelse af fundamentale kosmologiske parametre, heriblandt Universets geometri, alder og sammensætning. |
| 2010 |         | David N. Spergel      | USA            | For deres førende rolle med anvendelsen af Wilkinson Microwave Anisotropy Probe til nøjagtig bestemmelse af fundamentale kosmologiske parametre, heriblandt Universets geometri, alder og sammensætning. |
| 2011 |         | Enrico Costa          | Italien        | For deres ledelse af rummissioner, der viste den kosmologiske oprindelse af udbrud af gammaglimt, de mest intensive udbrud af elektromagnetisk stråling i Universet. |
| 2011 |         | Gerald J. Fishman     | USA            | For deres ledelse af rummissioner, der viste den kosmologiske oprindelse af udbrud af gammaglimt, de mest intensive udbrud af elektromagnetisk stråling i Universet. |
| 2012 |         | David Jewitt          | USA            | For deres opdagelse og karakterisering af trans-neptunske objekter, hvis oprindelse går tilbage til dannelsen af Solsystemet og som er den længe søgte kilde til kortperiodiske kometer. |
| 2012 |         | Jane Luu              | USA            | For deres opdagelse og karakterisering af trans-neptunske objekter, hvis oprindelse går tilbage til dannelsen af Solsystemet og som er den længe søgte kilde til kortperiodiske kometer. |
| 2013 |         | Steven A. Balbus      | Storbritannien | For deres opdagelse og undersøgelse af magnetorotationel ustabilitet, og for at demonstrere, at denne ustabilitet fører til turbulens og er en brugbar mekanisme for overførsel af impulsmomenter i astrofysiske tilvækstskiver. |
| 2013 |         | John F. Hawley        | USA            | For deres opdagelse og undersøgelse af magnetorotationel ustabilitet, og for at demonstrere, at denne ustabilitet fører til turbulens og er en brugbar mekanisme for overførsel af impulsmomenter i astrofysiske tilvækstskiver. |
| 2014 |         | Daniel Eisenstein     | USA            | For deres bidrag til målingerne af detaljer i storskalastrukturen i fordelingen af galakser og anvendelse til at indsnævre kosmologiske modeller, herunder akustiske baryonsvingninger og forvrængning af rødforskydninger. |
| 2014 |         | Shaun Cole            | Storbritannien | For deres bidrag til målingerne af detaljer i storskalastrukturen i fordelingen af galakser og anvendelse til at indsnævre kosmologiske modeller, herunder akustiske baryonsvingninger og forvrængning af rødforskydninger. |
| 2014 |         | John A. Peacock       | Storbritannien | For deres bidrag til målingerne af detaljer i storskalastrukturen i fordelingen af galakser og anvendelse til at indsnævre kosmologiske modeller, herunder akustiske baryonsvingninger og forvrængning af rødforskydninger. |
| 2015 |         | William J. Borucki    | USA            | For hans planlægning og gennemførelse af Kepler-rumteleskopet, som i høj grad fremmede viden om både exoplaneter og stjernernes indre. |
| 2016 |         | Ronald W. P. Drever   | Storbritannien | For planlægning og design af Laser Interferometer Gravitational-Wave Observatory (LIGO), hvis nylige direkte påvisning af gravitationsbølger åbner et nyt vindue i astronomi med den første bemærkelsesværdige opdagelse af sammensmeltningen af to sorte huller med stjernemasse. |
| 2016 |         | Kip S. Thorne         | USA            | For planlægning og design af Laser Interferometer Gravitational-Wave Observatory (LIGO), hvis nylige direkte påvisning af gravitationsbølger åbner et nyt vindue i astronomi med den første bemærkelsesværdige opdagelse af sammensmeltningen af to sorte huller med stjernemasse. |
| 2016 |         | Rainer Weiss          | USA            | For planlægning og design af Laser Interferometer Gravitational-Wave Observatory (LIGO), hvis nylige direkte påvisning af gravitationsbølger åbner et nyt vindue i astronomi med den første bemærkelsesværdige opdagelse af sammensmeltningen af to sorte huller med stjernemasse. |
| 2017 |         | Simon D. M. White     | Tyskland       | For hans bidrag til forståelse af strukturdannelse i Universet. Med kraftige numeriske simuleringer har han vist, hvordan små tæthedsudsving i det tidlige univers udvikler sig til galakser og andre ikke-lineære strukturer, hvilket kraftigt understøtter en kosmologi med en flad geometri domineret af mørkt stof og en kosmologisk konstant. |
| 2018 |         | Jean-Loup Puget       | Frankrig       | For hans bidrag til astronomi i spektralområdet fra infrarød til submillimeter. Han opdagede den kosmiske infrarøde baggrundsstråling stammende fra stjernedannelse i tidlige galakser, og foreslog, at aromatiske hydrocarboner var en bestanddel af interstellart stof. I forbindelse med Planck-rummissionen har han dramatisk forbedret vores viden om kosmologi under hensyntagen til en forgrund af interstellart stof.                                              |
| 2019 |         | Edward C. Stone       | USA            | For hans lederskab i Voyager-projektet, som i løbet af de sidste fire årtier har transformeret vores forståelse af de fire gaskæmper og det ydre solsystem, og udforskningen af det interstellare rum. |
| 2020 |         | Roger D. Blandford    | USA            | For hans grundlæggende bidrag til teoretisk astrofysik, især vedrørende den grundlæggende forståelse af aktive galaksekerner, dannelsen og kollimeringen af astrofysiske jetstråler, mekanismen bag energiudvinding fra et sort hul og accelerationen af partikler i chockbølger og de tilhørende relevante strålingsmekanismer. |
| 2021 |         | Victoria M. Kaspi     | Canada         | For deres bidrag til vores forståelse af magnetarer, en klasse af neutronstjerner med stærke magnetfelter, der er knyttet til en lang række spektakulære, kortvarige astrofysiske fænomener. Gennem udviklingen af nye og præcise observationsteknikker bekræftede de eksistensen af neutronstjerner med ultrastærke magnetfelter og karakteriserede deres fysiske egenskaber. Deres arbejde har etableret magnetarer som en ny og vigtig klasse af astrofysiske objekter. |
| 2021 |         | Chryssa Kouveliotou   | USA            | For deres bidrag til vores forståelse af magnetarer, en klasse af neutronstjerner med stærke magnetfelter, der er knyttet til en lang række spektakulære, kortvarige astrofysiske fænomener. Gennem udviklingen af nye og præcise observationsteknikker bekræftede de eksistensen af neutronstjerner med ultrastærke magnetfelter og karakteriserede deres fysiske egenskaber. Deres arbejde har etableret magnetarer som en ny og vigtig klasse af astrofysiske objekter. |
| 2022 |         | Lennart Lindegren     | Sverige        | For deres livslange bidrag til astrometri fra rummet, og især for deres rolle i udformningen og designet af ESAs Hipparcos- og Gaia-missioner . |
| 2022 |         | Michael Perryman      | Irland         | For deres livslange bidrag til astrometri fra rummet, og især for deres rolle i udformningen og designet af ESAs Hipparcos- og Gaia-missioner . |
| 2023 |         | Matthew Bailes        | Australien     | For opdagelsen af hurtige radiostråleudbrud (FRB). |
| 2023 |         | Duncan Lorimer        | USA            | For opdagelsen af hurtige radiostråleudbrud (FRB). |
| 2023 |         | Maura McLaughlin      | USA            | For opdagelsen af hurtige radiostråleudbrud (FRB). |
| 2024 |         | Shrinivas R. Kulkarni | USA            | For hans banebrydende opdagelser om millisekundpulsarer, gammastråleudbrud, supernovaer og andre variable eller forbigående astronomiske objekter. |

### Biovidenskaber og medicin
| År      | Portræt | Prismodtager[a]      | Land[b]        | Begrundelse[c] |
| ------- | ------- | -------------------- | -------------- | --- |
| 2004[d] |         | Stanley N. Cohen     | USA            | For deres opdagelser inden for DNA-kloning og genteknologi. |
| 2004[d] |         | Herbert W. Boyer     | USA            | For deres opdagelser inden for DNA-kloning og genteknologi. |
| 2004[d] |         | Yuet-Wai Kan         | USA            | For hans opdagelser indenfor DNA-polymorfisme og betydningen for human genetik. |
| 2004[d] |         | Richard Doll         | Storbritannien | For hans bidrag til mederne kræftepidemologi. |
| 2005    |         | Michael Berridge     | Storbritannien | For han opdagelser af betydningen af calcium for regulering af cellers aktivitet. |
| 2006    |         | Xiaodong Wang        | USA            | For hans opdagelse af det biokemiske grundlag for programmeret celledød, en vital proces der balancerer celledød og forsvar mod kræft. |
| 2007    |         | Robert Lefkowitz     | USA            | For hans ubønhørlige udredning af det store biokemiske receptorsystem, der medierer reaktionen fra celler og organer på lægemiddeler og hormoner. |
| 2008[e] |         | Keith H. S. Campbell | Storbritannien | For deres nylige afgørende innovationer til at omvende processen med celledifferentiering hos pattedyr, et fænomen, der fremmer vores viden om udviklingsbiologi og lover godt for behandling af menneskelige sygdomme og for forbedringer i landbrugspraksis. |
| 2008[e] |         | Ian Wilmut           | Storbritannien | For deres nylige afgørende innovationer til at omvende processen med celledifferentiering hos pattedyr, et fænomen, der fremmer vores viden om udviklingsbiologi og lover godt for behandling af menneskelige sygdomme og for forbedringer i landbrugspraksis. |
| 2008[e] |         | Shinya Yamanaka      | Japan          | For deres nylige afgørende innovationer til at omvende processen med celledifferentiering hos pattedyr, et fænomen, der fremmer vores viden om udviklingsbiologi og lover godt for behandling af menneskelige sygdomme og for forbedringer i landbrugspraksis. |
| 2009    |         | Douglas L. Coleman   | USA            | For deres arbejde, der førte til opdagelsen af leptin, et hormon, der regulerer fødeindtagelse og kropsvægt. |
| 2009    |         | Jeffrey M. Friedman  | USA            | For deres arbejde, der førte til opdagelsen af leptin, et hormon, der regulerer fødeindtagelse og kropsvægt. |
| 2010    |         | David Julius         | USA            | For hans skelsættende opdagelser af molekylære mekanismer, hvorved huden sanser smertefulde påvirkninger og varme og frembringer smerteoverfølsomhed. |
| 2011    |         | Jules A. Hoffmann    | Frankrig       | For deres opdagelse af den molekylære mekanisme bag medfødt immunitet, den første forsvarslinje mod patogener. |
| 2011    |         | Ruslan M. Medzhitov  | USA            | For deres opdagelse af den molekylære mekanisme bag medfødt immunitet, den første forsvarslinje mod patogener. |
| 2011    |         | Bruce A. Beutler     | USA            | For deres opdagelse af den molekylære mekanisme bag medfødt immunitet, den første forsvarslinje mod patogener. |
| 2012    |         | Franz-Ulrich Hartl   | Tyskland       | For deres bidrag til forståelsen af den molekylære mekanisme bag proteinfoldning. Korrekt proteinfoldning er afgørende for mange cellefunktioner. |
| 2012    |         | Arthur L. Horwich    | USA            | For deres bidrag til forståelsen af den molekylære mekanisme bag proteinfoldning. Korrekt proteinfoldning er afgørende for mange cellefunktioner. |
| 2013    |         | Jeffrey C. Hall      | USA            | For deres opdagelse af molekylære mekanismer, der ligger til grund for døgnrytme. |
| 2013    |         | Michael Rosbash      | USA            | For deres opdagelse af molekylære mekanismer, der ligger til grund for døgnrytme. |
| 2013    |         | Michael W. Young     | USA            | For deres opdagelse af molekylære mekanismer, der ligger til grund for døgnrytme. |
| 2014    |         | Kazutoshi Mori       | Japan          | For deres opdagelse af cellerespons hos endoplasmatisk reticulum, en cellesignaleringvej, der kontrollerer organel homeostase og kvaliteten af proteineksport i eukaryoter. |
| 2014    |         | Peter Walter         | USA            | For deres opdagelse af cellerespons hos endoplasmatisk reticulum, en cellesignaleringvej, der kontrollerer organel homeostase og kvaliteten af proteineksport i eukaryoter. |
| 2015    |         | Bonnie L. Bassler    | USA            | For at belyse den molekylære mekanisme quorum sensing, en proces, hvorved bakterier kommunikerer med hinanden, og som tilbyder innovative måder at vekselvirke med patogene bakterier eller til at modulere mikrobiota til sundhedsanvendelser. |
| 2015    |         | E. Peter Greenberg   | USA            | For at belyse den molekylære mekanisme quorum sensing, en proces, hvorved bakterier kommunikerer med hinanden, og som tilbyder innovative måder at vekselvirke med patogene bakterier eller til at modulere mikrobiota til sundhedsanvendelser. |
| 2016    |         | Adrian P. Bird       | Storbritannien | For deres opdagelse af de gener og de MECP2-kodede proteiner, der genkender 5-methylcytosin, en kemisk modifikation af det DNA hos kromosomerne, der påvirker genkontrol som grundlag for udviklingsforstyrrelsen Rett syndrom. |
| 2016    |         | Huda Y. Zoghbi       | USA            | For deres opdagelse af de gener og de MECP2-kodede proteiner, der genkender 5-methylcytosin, en kemisk modifikation af det DNA hos kromosomerne, der påvirker genkontrol som grundlag for udviklingsforstyrrelsen Rett syndrom. |
| 2017    |         | Ian R. Gibbons       | USA            | For deres opdagelse af mikrotubule-associerede motor- proteiner: Motorer, der driver cellulære og intracellulære bevægelser, som er afgørende for vækst, deling og overlevelse af menneskelige celler. |
| 2017    |         | Ronald D. Vale       | USA            | For deres opdagelse af mikrotubule-associerede motor- proteiner: Motorer, der driver cellulære og intracellulære bevægelser, som er afgørende for vækst, deling og overlevelse af menneskelige celler. |
| 2018    |         | Mary-Claire King     | USA            | For hendes kortlægning af det første brystkræft-gen BRCA1. Ved hjælp af matematisk modellering forudsagde og demonstrerede King, at brystkræft kan være forårsaget af et enkelt gen. Hun kortlagde genet, hvilket lettede dets kloning og har reddet tusindvis af liv.                                                                                                   |
| 2019    |         | Maria Jasin          | USA            | For hendes arbejde, der viser, at lokaliserede brud på begge strenge i DNA stimulerer rekombination hos pattedyrs cellerr. Dette afgørende arbejde var essentielt for og førte direkte til værktøjer, der muliggjorde redigering på specifikke steder i pattedyrs genom.                                                                                                 |
| 2020    |         | Gero Miesenböck      | Østrig         | For udviklingen af optogenetik, en teknologi, der har revolutioneret neurovidenskaben. |
| 2020    |         | Peter Hegemann       | Tyskland       | For udviklingen af optogenetik, en teknologi, der har revolutioneret neurovidenskaben. |
| 2020    |         | Georg Nagel          | Tyskland       | For udviklingen af optogenetik, en teknologi, der har revolutioneret neurovidenskaben. |
| 2021    |         | Scott D. Emr         | USA            | For den skelsættende opdagelse af ESCRT (Endosomal Sorting Complex Required for Transport), som er essentiel i forskellige processer, der involverer membran-biologi, herunder celledeling, regulering ved receptorer på celleoverfladen, spredning af virus, og beskæring af nervesynapser. Disse processer er centrale for liv, sundhed og sygdom.                     |
| 2022    |         | Paul A. Negulescu    | USA            | For skelsættende opdagelser af de molekylære, biokemiske og funktionelle defekter, der ligger til grund for cystisk fibrose og identifikation og udvikling af lægemidler, der retter op på disse defekter og kan behandle de fleste mennesker, der er ramt af denne lidelse. Tilsammen lindrer disse opdagelser og mediciner menneskelig lidelse og redder liv.          |
| 2022    |         | Michael J. Welsh     | USA            | For skelsættende opdagelser af de molekylære, biokemiske og funktionelle defekter, der ligger til grund for cystisk fibrose og identifikation og udvikling af lægemidler, der retter op på disse defekter og kan behandle de fleste mennesker, der er ramt af denne lidelse. Tilsammen lindrer disse opdagelser og mediciner menneskelig lidelse og redder liv.          |
| 2023    |         | Patrick Cramer       | Tyskland       | For banebrydende strukturbiologi, der muliggjorde visualisering, på niveau med individuelle atomer, af de proteinmaskiner, der er ansvarlige for gentranskription, en af livets grundlæggende processer. De afslørede mekanismen bag hvert trin i gentranskription, hvordan korrekt gentranskription fremmer sundhed, og hvordan manglende regulering forårsager sygdom. |
| 2023    |         | Eva Nogales          | Spanien & USA  | For banebrydende strukturbiologi, der muliggjorde visualisering, på niveau med individuelle atomer, af de proteinmaskiner, der er ansvarlige for gentranskription, en af livets grundlæggende processer. De afslørede mekanismen bag hvert trin i gentranskription, hvordan korrekt gentranskription fremmer sundhed, og hvordan manglende regulering forårsager sygdom. |
| 2024    |         | Stuart H. Orkin      | USA            | For deres opdagelse af de genetiske og molekylære mekanismer, der ligger til grund for skiftet af hæmoglobin mellem foster og voksen, hvilket muliggør en revolutionerende og yderst effektiv genom-redigeringsterapi for seglcelleanæmi og β-thalassæmi, ødelæggende blodsygdomme, der påvirker millioner af mennesker verden over.                                     |
| 2024    |         | Swee Lay Thein       | USA            | For deres opdagelse af de genetiske og molekylære mekanismer, der ligger til grund for skiftet af hæmoglobin mellem foster og voksen, hvilket muliggør en revolutionerende og yderst effektiv genom-redigeringsterapi for seglcelleanæmi og β-thalassæmi, ødelæggende blodsygdomme, der påvirker millioner af mennesker verden over.                                     |

### Matematik
| År   | Portræt | Prismodtager[a]            | Land[b]        | Begrundelse[c] |
| ---- | ------- | -------------------------- | -------------- | --- |
| 2004 |         | Shiing-Shen Chern (陳省身) | Kina           | For hans grundlæggende arbejde inden for global differentialgeometri og hans fortsatte lederskab af feltet, hvilket resulterede i smukke udviklinger, der står i centrum for moderne matematik, med dybe forbindelser til topologi, algebra og analyse, kort sagt, til alle større grene af matematikken i de sidste tres år. |
| 2005 |         | Andrew John Wiles          | Storbritannien | For hans bevis i 1994 af Fermats sidste sætning, et problem, som havde stået uløst i 357 år. |
| 2006 |         | David Mumford              | USA            | For David Mumfords bidrag til matematikken og til de nye interdisciplinære områder mønsterteori og computersyn; and for Wentsun Wus bidrag til det nye interdisciplinære område matematisk mekanisering. |
| 2006 |         | Wentsun Wu (吳文俊)        | Kina           | For David Mumfords bidrag til matematikken og til de nye interdisciplinære områder mønsterteori og computersyn; and for Wentsun Wus bidrag til det nye interdisciplinære område matematisk mekanisering. |
| 2007 |         | Robert Langlands           | Canada         | For at initiere og udvikle en forenende matematisk vision, der forbinder primtal med symmetri. |
| 2007 |         | Richard Taylor             | Storbritannien | For at initiere og udvikle en forenende matematisk vision, der forbinder primtal med symmetri. |
| 2008 |         | Vladimir Arnold            | Rusland        | For deres omfattende og indflydelsesrige bidrag til matematisk fysik. |
| 2008 |         | Ludwig Faddeev             | Rusland        | For deres omfattende og indflydelsesrige bidrag til matematisk fysik. |
| 2009 |         | Simon K. Donaldson         | Storbritannien | For deres mange strålende bidrag til geometrier i rum med dimension 3 og 4. |
| 2009 |         | Clifford H. Taubes         | USA            | For deres mange strålende bidrag til geometrier i rum med dimension 3 og 4. |
| 2010 |         | Jean Bourgain              | USA            | For hans dybtgående arbejde inden for matematisk analyse og dens anvendelse på partielle differentialligninger, matematisk fysik, kombinatorik, talteori, ergodisk teori og teoretisk datalogi. |
| 2011 |         | Demetrios Christodoulou    | Schweiz        | For deres meget innovative arbejder inden for ikke-lineære partielle differentialligninger i Lorentz-transformation og riemannsk geometri og deres anvendelser inden for generel relativitetsteori og topologi. |
| 2011 |         | Richard S. Hamilton        | USA            | For deres meget innovative arbejder inden for ikke-lineære partielle differentialligninger i Lorentz-transformation og riemannsk geometri og deres anvendelser inden for generel relativitetsteori og topologi. |
| 2012 |         | Maxim Kontsevich           | Frankrig       | For hans pionerarbejde inden for algebra, geometri og matematisk fysik og især deformationskvantisering, motivisk integration og spejlsymmetri. |
| 2013 |         | David L. Donoho            | USA            | For hans dybtgående bidrag til moderne matematisk statistik og især udviklingen af optimale algoritmer til statistisk estimering ved tilstedeværelse af støj og af effektive teknikker ved sparsomme repræsentationer og gendannelse i store datasæt.                                                                         |
| 2014 |         | George Lusztig             | USA            | For hans grundlæggende bidrag til algebra, algebraisk geometri og repræsentationsteori, og for at væve disse emner sammen for at løse gamle problemer og afsløre smukke nye forbindelser. |
| 2015 |         | Gerd Faltings              | Tyskland       | For deres introduktion til og udvikling af grundlæggende værktøjer i talteori, der giver dem såvel som andre mulighed for at løse nogle længe udstående klassiske problemer. |
| 2015 |         | Henryk Iwaniec             | USA            | For deres introduktion til og udvikling af grundlæggende værktøjer i talteori, der giver dem såvel som andre mulighed for at løse nogle længe udstående klassiske problemer. |
| 2016 |         | Nigel J. Hitchin           | Storbritannien | For hans vidtrækkende bidrag til geometri, repræsentationsteori og teoretisk fysik. De grundlæggende og elegante koncepter og teknikker, som han har introduceret, har haft stor gennemslagskraft og er af varig betydning.                                                                                                   |
| 2017 |         | János Kollár               | Ungarn         | For deres bemærkelsesværdige resultater inden for mange centrale områder af algebraisk geometri, som har transformeret feltet og ført til løsningen af længe udstående problemer, der syntes uden for rækkevidde. |
| 2017 |         | Claire Voisin              | Frankrig       | For deres bemærkelsesværdige resultater inden for mange centrale områder af algebraisk geometri, som har transformeret feltet og ført til løsningen af længe udstående problemer, der syntes uden for rækkevidde. |
| 2018 |         | Luis A. Caffarelli         | Argentina      | For hans banebrydende arbejde med partielle differentialligninger, herunder at skabe en teori om regularitet for ikke-lineære ligninger såsom Monge-Ampère-ligningen og frigrænseproblemer såsom forhindringsproblemet, et arbejde, der har påvirket en hel generation af forskere på området.                                |
| 2019 |         | Michel Talagrand           | Frankrig       | For hans arbejde med koncentrationsuligheder, om infimum og supremum af stokastiske processer og om strenge resultater for spin glasser. |
| 2020 |         | Alexander Beilinson        | USA            | For deres enorme indflydelse på og dybtgående bidrag til repræsentationsteori, såvel som mange andre områder af matematikken. |
| 2020 |         | David Kazhdan              | Israel         | For deres enorme indflydelse på og dybtgående bidrag til repræsentationsteori, såvel som mange andre områder af matematikken. |
| 2021 |         | Jean-Michel Bismut         | Frankrig       | For deres bemærkelsesværdige indsigter, der har transformeret og fortsætter med at transformere moderne geometri. |
| 2021 |         | Jeff Cheeger               | USA            | For deres bemærkelsesværdige indsigter, der har transformeret og fortsætter med at transformere moderne geometri. |
| 2022 |         | Noga Alon                  | Israel         | For deres bemærkelsesværdige bidrag til diskret matematik og modelteori med vekselvirkning med især algebraisk geometri, topologi og datalogi. |
| 2022 |         | Ehud Hrushovski            | Israel         | For deres bemærkelsesværdige bidrag til diskret matematik og modelteori med vekselvirkning med især algebraisk geometri, topologi og datalogi. |
| 2023 |         | Vladimir Drinfeld          | USA            | For deres bidrag til matematisk fysik, til aritmetisk geometri, til differentialgeometri og til Kähler-geometri. |
| 2023 |         | Shing-Tung Yau             | USA            | For deres bidrag til matematisk fysik, til aritmetisk geometri, til differentialgeometri og til Kähler-geometri. |
| 2024 |         | Peter Sarnak               | USA            | For hans udvikling af den aritmetiske teori for tynde grupper og affine sigte ved at samle talteori, analyse, kombinatorik, dynamik, geometri og spektralteori. |